# الکساندر شاپیچ
الکساندر شاپیچ (سیریلیک صربی: Александар Шапић؛ زادهٔ ۱ ژوئن ۱۹۷۸) سیاستمدار، ورزشکار، بازیگر اهل صربستان است.